# Yogi Tea
 (août 2016).
Si vous disposez d'ouvrages ou d'articles de référence ou si vous connaissez des sites web de qualité traitant du thème abordé ici, merci de compléter l'article en donnant les références utiles à sa vérifiabilité et en les liant à la section « Notes et références ».
Yogi Tea et Yogi sont deux marques internationales d’infusions, présentes principalement en Amérique du Nord et en Europe. 
Aux États-Unis, l’entreprise possède un site de production à Springfield, dans l’Oregon, ainsi que des bureaux à Portland, dans l’Oregon également. Le nom légal de l’entreprise est East West Tea Company LLC. En Europe, l’entreprise possède un site de production à Imola, en Italie tandis que les bureaux se trouvent à Hambourg, en Allemagne. Le nom légal de l’entreprise en Europe est Yogi Tea GmbH. Ces deux entités appartiennent à une organisation à but non lucratif basée aux États-Unis.

## Histoire
Yogi Bhajan, enseignant d’un mode de vie holistique commença à enseigner le yoga en Occident. Il partagea avec ses élèves la sagesse et les principes pour une vie saine ainsi que les propriétés des plantes, qu’il avait étudiées en Inde, tout en servant une boisson aux épices aromatique et réconfortante qu’ils appelèrent affectueusement Yogi Tea.
Cette infusion consistait en un mélange de cinq épices ayurvédiques traditionnelles : graines de cardamome, écorce de cannelle, clou de girofle, racine de gingembre et poivre noir. Dans la médecine ayurvédique, cette combinaison d'épices est considérée comme dotée de propriétés uniques pour la santé[réf. nécessaire], c'est pourquoi ces épices sont toujours utilisées dans la plupart des mélanges actuels.
Dans les années 1970, des étudiants de Yogi Bhajan ont ouvert des restaurants végétariens Golden Temple (Golden Temple Vegetarian Restaurants) aux États-Unis, au Canada et en Europe et ont commencé à commercialiser les premières infusions Yogi Tea. En 1984, la Yogi Tea Company a vu le jour. Dans les années qui ont suivi, l'entreprise a étendu ses ventes à tout le pays avec une gamme de produits comptant trois variétés d'épices finement moulues conditionnées dans des sachets de thé. En 1988, l’équipe d’herboristes de Yogi Tea a enrichi la gamme avec de nouveaux mélanges élaborés spécifiquement pour des besoins thérapeutiques. 
Yogi Tea a ensuite continué à développer son offre de thés et infusions en créant des mélanges de plantes spécifiques, combinant à la fois plaisir gustatif et vertus thérapeutiques.[réf. nécessaire] De nos jours[Quand ?], Yogi Tea compte plus de soixante mélanges de thés et infusions aux États-Unis et plus de 40 en Europe, la plupart étant toujours basés sur les cinq épices de la composition originelle.